# Jardí comunitari
El jardí comunitari és una forma de gestió comuna d'un terreny per un grup d'habitants. Aquesta pràctica s'ha desenvolupat a New York, i continua sent poc freqüent a Europa.
A diferència de les associacions de jardins familiars (o jardins obrers) que distribueixen  parcel·les per a conrear, els jardins comunitaris són indivisibles. Les activitats, d'hort o d'esbarjo, són decidides en comú i són explotades en comú. A certs jardins comunitaris la jardineria pot ser una activitat secundària vinculada a l'animació de la  vida social d'un veïnat o d'una xarxa de persones (concerts, debats, conferències, cinema a la fresca, pícnics, intercanvis de sabers, festes locals...).
A França, el concepte ha arrelat a Lilla, d'on s'escampa progressivament.
No s'ha de confondre jardins familiars i jardins comunitaris.
- Els jardins familiars són un conjunt de parcel·les conreades individualment, i administrades per una associació composta del conjunt dels jardiners.
- Els jardins comunitaris són conreats col·lectivament, i la producció és distribuïda al conjunt dels jardiners o bé venuda en benefici d'aquests mateixos jardiners.

## Una altra forma de jardí comunitari al Quebec
Al Quebec, els «jardins comunitaris» són dividits en lots individuals conreats per una persona o una família. Aquest tipus de jardineria és molt popular a les grans ciutats d'ençà fa 30 anys.
S'anomenen «jardins col·lectius» els jardins indivisibles on «són decidides en comú i explotades en comú» les diferents activitats. Aquesta tendència és més recent.

### Alguns exemples d'objectius dels jardins
Aquests oasis de pau, de tranquil·litat i d'esbargiment al cor fins i tot de la ciutat, presenten grans avantatges:
- la trobada de gent de totes les edats, condició, classe social i ètnies diferents.
- l'exercici, la distensió al sol i a l'aire pur.
- la posada en pràctica dels coneixements i dels gustos.
- compartir el saber i l'ajuda mútua.
- el desenvolupament de l'orgull dels jardiners.
- la collita de fruites i llegums més frescos i amb més bon gust.
- la possibilitat donada a la tradició agrícola de perdurar a través de les generacions.
- la contemplació de la bellesa de l'indret i de la natura.
- el desenvolupament d'un cert humor: petites històries, obstinació sobre tot i sobre res..., plaers...

### Un exemple de principi de jardineria
Un dels grans principis de la jardineria: tot el que surt del jardí ha de ser integrat altre cop. Compostem...
Si es llancen les males herbes i els residus de llegums a la galleda de les escombraries, cal compensar-ho afegint-hi fertilitzant. Les males herbes no són res més que plantes que creixen allà on no han estat convidades. Les males herbes entren en competició amb les plantes conreades pels recursos d'assolellament, aigua i elements nutritius. Les plantes conreades retardaden el seu creixement, la seva floració i la seva productivitat.
«Res no es perd, res no es crea» - Antoine Lavoisier

### Reflexions
- Jardineria, és participar en la bellesa del món.
- L'hivern, si el meu jardí es cansa de mi és per què, prefereix adormir-se per algun temps. (Céline Bilodeau)
- Si vols felicitat tota la vida, fes-te jardiner. (proverbi xinès)
- Cada bri d'herba té la seva part de rosada. (proverbi xinès)
- Un país que no es preocupa per la seva agricultura és consagrat a decaure a llarg termini.
- En tot jardiner s'ha d'amagar un arrencador de males herbes.
- La jardineria combina meravellosament l'art de la cultura de les plantes amb aquell de conrear les seves relacions.

### Un exemple de reglament aplicat a un jardí comunitari
- Els jardins són oberts de les sis del matí fins a la nit.
- Un sol jardí per adreça civil.
- Cada arrendatari és responsable del seu tros, en cultura i entrevista.
- Una clau és donada a cada arrendatari per tal de permetre-li a tota hora d'accedir-hi. És també responsable de tancar els accessos.
- Les portes de les entrades han de ser tancades sempre.
- Les eines de jardineria han de ser netejades i desades a un lloc determinat.
- A la nit, la cabana ha de ser tancada amb clau.
- Els insecticides, herbicides químics, fusta tractada i fusta pintada de color diferent del verd o marró són prohibides. És prohibit de posar grava als jardins, fins i tot als camins.
- Cal respectar el calendari establert.
- El consell d'administració es reserva el dret de disposar en qualsevol moment dels jardins mal mantinguts, després d'un primer avís.
- Tot membre s'hauria de considerar com a guardià del conjunt dels horts.

### La companyonia
De vegades certes plantes milloren el gust de les altres plantes. Certes plantes es mostren bones companyes: són benèfiques l'una per a l'altra, per al repartiment dels elements nutritius, per allunyar insectes depredadors, o per prevenir malalties. És el cas del tomàquet, de l'alfàbrega, de la borratja, que són bons companys, mentre que la col no és benèfica. La pastanaga, la ceba, el pebrot són bons veïns, mentre que l'anet no ho és.